# マルティン・サムエルセン
マルティン・サムエルセン（Martin Samuelsen、1997年4月17日 - ）は、ノルウェー・ハウゲスン出身のプロサッカー選手。サッカーノルウェー代表。FKハウゲスン所属。ポジションはFW。

## 経歴

### 初期
地元クラブのヴァルド・ハウゲスンでプレーを始めた。1年後、マンチェスター・シティFCのアカデミーに移籍。

### ウェストハム
2015年6月20日、トライアルを経てウェストハム・ユナイテッドFCに加入。7月23日のUEFAヨーロッパリーグ予選2回戦・ビルキルカラFC戦でプロデビュー。

### ハル・シティ
2020年1月16日、ハル・シティAFCに2年半の契約で移籍した。

## 代表歴
ユース年代からノルウェー代表に選ばれている。
2016年6月、19歳でA代表初招集。アイスランドとのフレンドリーマッチでデビューを果たすと、フリーキックから3点目をアシストし3-2の勝利に貢献した。2018年2月5日、FIFAワールドカップ予選のサンマリノ戦で初ゴール。

## 所属クラブ
ユース
- ヴァルド・ハウゲスン 2011-2012
- マンチェスター・シティFC 2012-2015
- ウェストハム・ユナイテッドFC 2015

プロ
- ウェストハム・ユナイテッドFC 2015-2020

→ ピーターバラ・ユナイテッドFC 2015-2016 (loan)
→ ブラックバーン・ローヴァーズFC 2016 (loan)
→ ピーターバラ・ユナイテッドFC 2017 (loan)
→ バートン・アルビオンFC 2018 (loan)
→ VVVフェンロー 2018-2019 (loan)
→ FKハウゲスン 2019 (loan)
- ハル・シティAFC 2020-2021
  - →  オールボーBK 2021 (loan)
- FKハウスゲン 2021-